# سیلتامکی
سیلْتامَکی (به فنلاندی: Siltamäki) یک منطقهٔ مسکونی در فنلاند است که در هلسینکی واقع شده‌است.